# Setúbal (đô thị)
Setúbal là một huyện thuộc tỉnh Setúbal, Bồ Đào Nha. Huyện này có diện tích 194 km², dân số thời điểm năm 2001 là 113934 người.